# Friedrich Ofterdinger
Friedrich Theodor Ofterdinger (* 16. Mai 1896 in Rellingen; † 9. Juni 1946 in Neumünster) war ein deutscher Arzt, Hamburger Senator und Nationalsozialist.

Bei Ypern

## Leben
Ofterdinger besuchte das Reformgymnasium in Altona und nahm von 1914 bis 1918 als Soldat des Infanterie-Regiments „Lübeck“ (3. Hanseatisches) Nr. 162 aus Lübeck am Ersten Weltkrieg teil. 1915 wurde er zum Leutnant der Reserve befördert. nach seinem Ausscheiden aus der Armee war er 1919 Kompanieführer beim Hamburger Freikorps Bahrenfeld. 1920 legte er erfolgreich seine Abiturprüfung ab und studierte Medizin an den Universitäten Kiel und Hamburg. 1925 schloss er sein Studium in Hamburg mit der Promotion ab und war nach einem Medizinalpraktikum ab 1926 niedergelassener Allgemeinmediziner in Hamburg-Groß Borstel.
In die NSDAP trat Ofterdinger zum 1. September 1929 ein (Mitgliedsnummer 156.443), er wurde 1931 Ortsgruppenleiter in Hamburg-Groß Borstel und 1933 Kreisleiter (Kreis VI). Er war 1930 Mitbegründer des NSDÄB in Hamburg und bekleidete in dieser NS-Organisation bis zum Ende der NS-Herrschaft den Posten stellvertretenden Gauobmanns.
Für die NSDAP gehörte er von 1931 bis 1933 der Hamburger Bürgerschaft an. In dem am 8. März 1933 gewählten Senat war Ofterdinger ursprünglich für den Bereich Hochschule zuständig. Nach der Senatsumbildung vom 18. Mai 1933 wurde Ofterdinger Gesundheitssenator. Er schied aber bei der neuerlichen Senatsumbildung am 30. September 1933 aus dem Senat aus. Trotzdem leitete er unter Beibehaltung des Titels „Senator“ als Präsident die Gesundheits- und Fürsorgebehörde. Ofterdinger war von diesem Zeitpunkt bis Juni 1945 maßgeblich für die Gesundheitspolitik zuständig.
Die Gesundheitsbehörde unterstand seit Oktober 1933 der Senatsabteilung Innere Verwaltung unter der Leitung des Senators Alfred Richter. Mit der Abschaffung der Hamburger Verfassung im April 1938 wurde der Hamburger Senat endgültig abgeschafft – der Senat war vorher schon zu einer Mittelbehörde herabgesunken. In der damit einhergehenden Neuordnung wurde Ofterdinger hauptamtlicher Beigeordneter für die Gesundheitsverwaltung in der Gemeindeverwaltung der Hansestadt Hamburg. Diesen Posten hatte er bis Juni 1945 inne. Von 1942 bis 1944 war er auch Leiter der Schul- und Hochschulabteilung in der Hamburger Staatsverwaltung und wurde am 10. Mai 1944 noch zum Ehrenmitglied der Universität Hamburg ernannt.
Im Zweiten Weltkrieg wurde Ofterdinger von Reichsstatthalter Karl Kaufmann zum Generalkommissar für das Gesundheitswesen in Hamburg ernannt. Mit diesem Posten wurden seine vorhandenen Weisungsbefugnisse weiter ausgebaut. Ofterdinger stand als überzeugter Nationalsozialist hinter den Ideen der sogenannten „Erb- und Rassenhygiene“. Er setzte frühzeitig die Zwangssterilisationen von sogenannten „Unwertem Leben“ um.
Über die Krankenmorde der Aktion T4 und die ab 1943 einsetzenden Krankentransporte in Tötungsanstalten war er vollständig unterrichtet und nutzte seine Position im Hamburger Gesundheitswesen, um die Euthanasie-Maßnahmen zu forcieren.
Am 20. Juni 1945 wurde Ofterdinger von der Militärverwaltung der Britischen Besatzungszone seines Amtes enthoben und in Neumünster-Gadeland interniert. Ofterdinger verstarb 1946 während der Gefangenschaft im Internierungslager Neumünster-Gadeland infolge eines Hungerödems.